# 相模が丘
相模が丘（さがみがおか）は、神奈川県座間市の町名。現行行政地名は、相模が丘一丁目から相模が丘六丁目。住居表示実施済み区域。

## 地理
神奈川県座間市の北部に位置し、小田急小田原線小田急相模原駅を最寄とする。区域は同駅に近いことから、最北部から順次市街化が進行し、1950年代までにほぼ全域が宅地市街化している。元の開墾農地の地割を反映し、街路網自体は直線的である。

## 町名の紆余曲折
当区域は元々相模野・座間野・芝原（しばあら）と呼ばれる原野の一部であり、座間村・新田宿村の草刈場とされていた。それまで人が誰も住んでおらず、江戸時代は狐や兎が住み着く徳川将軍の鷹狩りの一部に過ぎなかった。
江戸末期の嘉永6年（1853年）にこの入会地が分割され、相模が丘は座間村・新田宿村・四ツ谷村に組み込まれた。
旧地籍は、高座郡座間町の内、
大字座間北広野・中広野の各小字全域・南広野・元広野・元広野窪の行政道路以北（相模が丘一丁目〜四丁目）。
辰街道を境界に大字新田宿飛地見分塚の大部分（相模が丘五丁目）。
江戸街道を境に新田宿飛地見分塚の残り部分と新畑全域・大字四ツ谷飛地二ツ塚の行政道路以北（相模が丘六丁目）。
以上の各大字小字・飛地である。

敗戦直後から小田急相模原駅周辺の高座郡座間町大字座間字北広野、大字新田宿飛地をはじめとした相模が丘の宅地化が進行し、救急や郵便等で該当地番を探すのが困難になってきたことから（新田宿違いなど）、1959年4月20日にこれらの各大字小字を統合し、高座郡座間町相模台として新しい大字を新設し、新たに地番の付け直し（不動産登記法に基づく地番整理）を実施した。

相模原市は1969年7月1日に、小田急相模原駅周辺で住居表示を実施した際に大字新磯野および大字磯部の各一部から相模台一丁目〜相模台四丁目の町丁を起立し、翌1970年7月1日には相模台五丁目〜相模台七丁目および相模台団地の各町丁が起立されたが、このことがきっかけで高座郡座間町大字相模台と相模原市相模台が隣接して併存することとなった。
1971年11月1日に市制施行した座間市が、相模原市に遅れること12年後1981年6月1日に大字相模台地区で住居表示を実施した際、先行した相模原市側の相模台一丁目〜七丁目との同名回避のために相模が丘一丁目〜相模が丘六丁目を起立し町丁に改編した。

## 歴史の時系列と詳細
この地は既に1880年、高座郡座間村字北広野（相模が丘一丁目）、新田宿村飛地字見分塚（相模が丘五丁目）、上鶴間村（相模原市南区南台五丁目）、新戸村（相模原市南区相模台二丁目）、各村の境界域（小田急相模原駅北口付近）に中和田新開が開墾され、上鶴間村分には人が住み着いて耕作していたが、1894年になって座間中宿出身者1人が、新開の座間村域に居を構え入植に加わる。1901年には開拓者たちは次々と府中道（現・南台五丁目付近）に沿った本家隣地に分家し、新たな入植者も加わり、新開地は一つの集落として活気をおびて来た。
1919年3月15日、新開四十年記念碑建立時の頃には14戸にまでなった中和田新開は府中道（行幸道路旧道）と辰街道の交差する未開地の中に小さな集落が出来上がり、これが小田急相模原駅北口周辺発展の原点となった。
1937年9月30日、市ヶ谷より陸軍士官学校が座間の地に移転すると、1938年から高座郡大野村に、臨時東京第三陸軍病院、陸軍電信第一連隊（東部第八十八部隊、現・上鶴間米軍ハウス）、原町田陸軍病院（後の相模原陸軍病院、戦後は在日米軍医療センター）や、原町田通信学校（正式名称は陸軍通信学校、現・相模女子大学ほか）、原町田兵器学校（正式名称は陸軍兵器学校、現・学校法人麻布獣医学園）が開設され、当時陸軍は小田原線・江ノ島線沿いの大野村上鶴間（現・相模原市南区相模大野・東林間・旭町・豊町・栄町・南台・相南・松が枝町）、小田急相模原駅近辺の新磯村新戸（現・相模原市南区相模台）磯部（現・相模原市南区相模台・相模台団地・桜台）、座間町新田宿飛地見分塚（現・座間市相模が丘五丁目）・座間字北広野・座間字中広野（現・座間市相模が丘一丁目～三丁目）の地域を原町田の一部としてまとめて扱うことが多く、電信電話は町田郵便局の管轄であった。相模が丘の大部分が相模原MAであるのはその名残である。

大きな転換点となったのは、前述のとおり臨時東京第三陸軍病院の進出である。1938年3月1日の開院に合わせ、小田原急行鉄道が、中和田新開を通過していた小田原線上の座間町と大野村の行政界に相模原駅を開業し、同駅と同病院を結ぶ街路周辺が市街化する契機となった。
新田宿飛地（相模が丘五丁目・六丁目）は、他の地域同様、江戸時代末期文久3年（1863年）頃から明治10年（1877年）までの間に地割が完成したが、本村から遠く、通いでの耕作は大変であったので、所有者は畑に植林して松林とした。小田急線が開通して4年後、1931年に長野県から移住した人を皮切りに、旧陸軍士官学校ほか軍用地買収が1936年6月から行われ建設が始まった1937年から1943年にかけて、新田宿飛地見分塚（相模が丘五丁目）に本格的に人が住み着いた。東京市三河島から陸軍関係施設の建設に従事した人、神田の青果問屋の番頭だった人、練馬の大地主で漬物屋だった人は陸軍に土地を買収されたため相模が丘に移ってきた。東林間水道新開から移住した人、様々な理由・所縁で相模が丘に移住して来た。皆、昭和十八年までにこの地に移住してきたので「十八の会（とわのかい）」という親睦会を作った。戦時中、高座郡旧相模原町当時から座間分・上鶴間分・新戸磯部分の住民は、小田急相模原駅一帯を相模台と呼んでいた。
戦前・戦中・戦後にかけて、相模が丘・広野台・小松原は幸い軍用地の買収を免れて畑の耕作は従来通り続けられた。
終戦直後、東久邇宮首相の「国民皆農主義」の呼びかけもあって、皆が先を争って農業へと回帰することが時代の風潮となった。急ごしらえの「帰農組合」が日本各地で作られ、耕せるところはどこでも耕そうと、耕作地の拡大に積極的に取り組んだ。その政策に基づき農業集落として「相模台」とされた。
この地は地下の水脈が約25mと深く、その上関東ローム層という火山灰土の不毛な土壌で干害を受けやすかったが、桑栽培には適地であったので主に桑園として利用され、麦・陸稲・甘藷・大根なども栽培した。戦後の1949年に県営相模原畑地灌漑事業が着工され、1953年、畑地灌漑用水路西幹線（現・相模が丘仲よし小道 さくら百華の道）に通水を開始したが、相模が丘の元の大字である座間と新田宿は灌漑用水組合に加入しなかったため、用水の恩恵を受けることができなかった。1955年に町営水道が完成、1958年には相模が丘六丁目に小田急住宅が開発分譲され、市街地化。畑地灌漑用水路西幹線は、その役目を終え、1969年度の年度末、1970年3月に通水を終了した。

## 年表
- 江戸時代
  - 元和年間 : 領主内藤清成は、慶長8年（1603年）、八王子往還を発展させるため、この道筋に内藤家菩提寺宗仲寺を建立し、徳川家康と親しい源栄上人を初代住職に招聘した。慶長13年（1608年）に清成が亡くなったため、その子内藤清次が父清成の遺志を継ぎ、八王子往還付近の開発を更に進展するため、元和年間（1615年～1624年）のはじめに、当時の座間村周辺の集落（長宿・星の谷・皆原・羽根沢など）から農民を移住させ、座間新宿を設けようとした。慶安の頃に至って整備が成ったことから座間村から座間新宿を分村する気運が生まれた[26][27]。
  - 正保4年（1647年） : 相模野を入会野として利用していた座間村と両・鶴間村（下鶴間村・上鶴間村中和田分）の間で境界をめぐる争い『夏草騒動』起きる[注釈 35][注釈 36][注釈 37]。
  - 寛文2年（1662年） : 領主久世廣之大和守の検地の際から、高座郡座間村は座間新宿の地域を分村し座間宿村と座間入谷村が起立[注釈 38][28]。
  - 元禄12年（1699年） : 幕府は「夏草騒動」の教訓を生かし、元禄年間はじめに相模野を10の区画に分け[注釈 39]、区画毎に近隣の村々の共同使用として、正式に入会野の権利を認めることにした。座間地域が所有する芝原（しばあら）が座間野と呼ばれるようになったのはこの頃からで、各区画には、野元（管理権）と呼ばれる入会野を管轄する村を設け入会野の運営に当たらせた[注釈 40][注釈 41]。この座間野で、野元の座間宿村・座間入谷村に対し、新戸村・磯部村が「冬草刈」をめぐり訴訟を起こした事件『冬草騒動』起きる。幕府は新戸村・磯部村の訴えを却下する裁定を下した[29]。
  - 享保11年（1726年）11月 : 座間野に開墾を願い出た者がいたので、代官日野小左衛門が座間野の検分をし、磯部村に座間野に関係する各村の代表を集め、意見を聴取したところ、開墾反対の意見であったので開墾は中止されたが、代官日野は座間野（面積400町歩・約400ヘクタール）の検地を行い関係の各村に分割することにした[注釈 42]。
  - 嘉永6年（1853年） : 芝原の開墾が始まり、文久3年（1863年）頃から明治10年（1877年）までの間に地割が完成し、座間宿村・座間入谷村の各戸に[注釈 43]、平等に分割され畑とされ耕作が始まった。不毛な土壌で干害を受けやすかったが、桑栽培には適地であったので桑園として利用されていた[30]。
- 明治
  - 1868年：高座郡座間村[注釈 44]、座間入谷村・栗原村・新田宿村・四ッ谷村・新戸村飛地[注釈 45]、神奈川府を経て神奈川県に所属。相模が丘一丁目～四丁目は座間村北広野・中広野・南広野・元広野窪・元広野、相模が丘五丁目は新田宿村見分塚、相模が丘六丁目は新田宿村見分塚・新畑・四ツ谷村二ツ塚となる。
  - 1877年：中和田新開[31]（小田急相模原駅北口一帯）の開拓が始まる。
  - 1880年：中和田新開に開拓者が移住。
  - 1889年4月1日：町村制施行により、高座郡座間村座間字北広野・中広野・南広野・元広野窪・元広野、新田宿飛地見分塚・新畑、四ッ谷飛地二ツ塚となる。
  - 1894年：中和田新開の座間村域北広野に座間中宿出身者1名が居を構え入植に加わる{{efn|[注釈 46]。
- 昭和（戦前・戦中）
  - 1927年4月1日：小田原急行鉄道小田原線開通。
  - 1937年
    - 9月30日 : 市ヶ谷より陸軍士官学校が座間に移転。　
    - 12月20日 : 陸軍士官学校の卒業式昭和天皇行幸につき府中道が改修整備拡張され、行幸道路として原町田駅～士官学校正門まで完成（未完の士官学校正門～座間上宿ほか全面完成は1938年11月）。
    - 12月20日 : 座間村が町制施行し高座郡座間町となった。人口6,555人[32]。

  - 1938年3月1日：小田原急行鉄道小田原線・相模原駅開業[33][注釈 47][注釈 48]。
  - 1939年11月28日：相武台前駅踏切前起点（高座郡座間町大字座間字大坂台4515番地） ⇔ 江戸街道 ⇔ 小池窪 ⇔ 鶴間街道 ⇔ 下鶴間（旧国道16号・高座郡大和村大字下鶴間字乙三号2137番地）の道路、県道座間下鶴間線と認定される（路線認定告示で用いられる整理番号142）[注釈 49]。
  - 1941年
    - 3月1日：小田原急行鉄道が小田急電鉄と改称[34]。
    - 4月29日：この当時、人口8,072人[35][注釈 50]の座間町は大野村、新磯村、上溝町、麻溝村、大沢村、田名村、相原村と合併し、人口48,482人の高座郡相模原町が誕生[36][注釈 51]。座間町の区域は相模原町の一部となる。

  - 1945年
    - 8月10日 - 天皇の国法上の地位存続のみを条件とする外務大臣案（原案）を昭和天皇が採用し、ポツダム宣言を受諾[37]。
    - 8月14日 - 日本政府は本宣言の受諾を駐スイスおよびスウェーデンの日本公使館経由で連合国側に通告[38]、終戦の詔書発布。

- 昭和（戦後）
  - 1945年
    - 8月15日 : 終戦。正午、日本政府は宣言の受諾と降伏決定をラジオ放送による昭和天皇の肉声を通して国民に発表（玉音放送）[注釈 52]。
    - 9月2日 : 日本国政府が降伏文書に調印、大東亜戦争・第二次世界大戦終結（日本国の敗戦）。連合国軍占領下により日本国の主権が停止[39]。
    - 9月5日 : 日本国政府の降伏文書調印に基づき、陸軍士官学校が米軍に接収されキャンプ座間となる[注釈 53]。

  - 1947年 : 米軍の命令により、「相武台新道」（行政道路）整備拡幅幹線道路化工事始まる[注釈 54]。
  - 1948年
    - 9月1日 : 旧座間町域（座間市域）が相模原町から分離独立し、高座郡座間町が再置される[注釈 55]。人口12,032人[40]。
    - 11月4日 : 県営相模原畑地灌漑事業計画樹立[41]。

  - 1949年3月 : 県営相模原畑地灌漑事業着工[注釈 56]。
  - 1952年4月28日 : 日本国主権回復[注釈 57]
  - 1953年 : 畑地灌漑用水路西幹線（現・相模が丘仲よし小道 さくら百華の道）通水開始[注釈 58][注釈 59][注釈 60]。
  - 1954年
    - 10月15日 : 県道座間下鶴間線廃止、神奈川県から高座郡座間町へ移管。
    - 10月26日 : 神奈川県道50号座間大和線（行政道路）全面開通（起点：座間町座間字元広野窪5170番地⇔終点：大和町下鶴間字乙三号2137番地）[注釈 61][42][43]。

  - 1955年1月1日 : 座間町営水道給水開始[注釈 62]。
  - 1957年1月：「座間町工場誘致の奨励措置に関する条例」制定[注釈 63]。座間町が企業誘致を開始。
  - 1958年 : 相模が丘六丁目（新田宿飛地）に小田急住宅が開発分譲される[44]。
  - 1959年4月20日：当該地域の各大字小字を統合し、高座郡座間町相模台として新しい大字を新設し、新たに地番の付け直し（不動産登記法に基づく地番整理）を実施した[注釈 64][45]。
  - 1960年6月19日：前年新設された高座郡座間町大字相模台、人口急増に伴い、当該区域における町田電報電話局管内[注釈 65]の電話、東京23区・八王子局・武蔵野三鷹局・立川局・調布局・武蔵府中局・青梅局間、同年7月31日相模原局[注釈 66][46]間でダイヤル自動即時化[注釈 67][47][注釈 68][注釈 69][48]。町田局市外局番0274、市内局番なし。
    - 1961年11月5日：全国ダイヤル自動即時化[注釈 70][49][注釈 71]。市外局番変更04274、市内局番なし[注釈 72][注釈 73]。
    - 1964年1月30日：市外局番0427に変更、市内局番22を設定[注釈 74][注釈 75]。
    - 1969年2月：相模大野分局開局[50]につき市内局番44・42に変更[注釈 76]。

  - 1962年4月1日：高座郡座間町立座間第三小学校創立（座間中学校体育館内に併設開校）[51]。
    - 11月19日 - 本館完成により、高座郡座間町座間字元広野5054番地の現在地に移転、新校舎に全児童入校式[51]。
    - 11月25日 - 校舎竣工式、第1回大運動会開催、開校記念日とする[51]。

  - 1965年5月30日：座間電報電話局管内[注釈 77]の電話、全国ダイヤル自動即時化[52]。市外局番0462・市内局番51[注釈 78]。
  - 1966年
    - 4月4日：相武台歩道橋竣工。※座間町内初の歩道橋[53]。
    - 7月20日：座間町道相模台中央線（辰街道）の舗装・道路改良工事開始、工期は昭和41年7月20日～昭和41年9月30日（舗装工事）・昭和41年7月20日～昭和41年10月30日（道路改良工事）[54]。
    - 11月14日：座間郵便局（現・座間中宿郵便局）が高座郡座間町相模台250番地（現在地）に移転開設し集配局となる[55]。

  - 1968年
    - 6月1日：大和警察署相模台駐在所（座間警察署相模が丘交番）開設。所在地：座間字元広野5052番地の2[56][注釈 79]。
    - 6月20日：座間町相模台177番地の1に忠実屋名店センター小田急相模原店開業[57]。
    - 7月1日：高座郡座間町内の郵便番号（〒228）が付与される[58]。
    - 12月25日：相模台児童館完成[59]。

  - 1969年10月：座間町の人口が5万人を超える。町の花を「ひまわり」と決定[60]。
  - 1971年11月1日：高座郡座間町、市制施行し座間市となる。人口62,740人[61]。
  - 1972年9月1日：相模台児童館の敷地内に座間市役所相模台出張所（現、相模が丘コミュニティーセンター）開設[62]。
  - 1975年3月：相模台歩道橋竣工[注釈 80]。
  - 1976年：座間市立相模が丘小学校開校[63]。
  - 1977年4月：北地区文化センター開設[64]。
  - 1979年4月：座間市立相模中学校開校[65]。
  - 1979年9月17日：座間相模台南郵便局開局。
    - 1981年6月1日：座間相模が丘郵便局と改称。
    - 2018年3月13日：イオンモール座間内に移転、イオンモール座間内郵便局と改称。

  - 1981年6月1日：座間市大字相模台、相模が丘と改称し大字を町丁に改編、同時に住居表示を実施して座間市相模が丘一丁目～相模が丘六丁目となる[66]。
  - 1982年7月：座間市立相模が丘プール開設[67]。
  - 1983年4月：座間市消防署北分署開設[68]。
  - 1985年
    - 3月26日：村富線全面開通[69][70]
    - 12月24日：座間市の人口10万人を超える[61]。
- 平成
  - 2000年：電話番号逼迫に伴い相模が丘の一部、市外局番（0427地域）が042へ3桁化。（東京23区03・川崎044・横浜045と違い桁ずらし3桁化）。0427-44-xxxx→042-744-xxxx。
  - 2001年：電話番号逼迫に伴い市内の市外局番（0462地域）が046へ3桁化。（東京23区03・川崎044・横浜045と違い桁ずらし3桁化）。0462-51-xxxx→046-251-xxxx。
  - 2010年4月1日：相模原市が政令指定都市移行に伴い郵便番号を変更、相模原市一部地域と上3桁「228」を共用していた座間市内も228-00xxから252-00xxに変更。

## 世帯数と人口
2023年（令和5年）8月1日現在（座間市発表）の世帯数と人口は以下の通りである。
| 丁目           | 世帯数     | 人口     |
| -------------- | ---------- | -------- |
| 相模が丘一丁目 | 2,644世帯  | 4,529人  |
| 相模が丘二丁目 | 1,928世帯  | 3,478人  |
| 相模が丘三丁目 | 1,622世帯  | 3,033人  |
| 相模が丘四丁目 | 1,906世帯  | 3,520人  |
| 相模が丘五丁目 | 2,655世帯  | 4,822人  |
| 相模が丘六丁目 | 1,728世帯  | 3,820人  |
| 計             | 12,483世帯 | 23,202人 |

### 人口の変遷
国勢調査による人口の推移。
| 年                 | 人口   |
| ------------------ | ------ |
| 1995年（平成7年）  | 19,766 |
| 2000年（平成12年） | 22,561 |
| 2005年（平成17年） | 22,646 |
| 2010年（平成22年） | 23,214 |
| 2015年（平成27年） | 23,298 |
| 2020年（令和2年）  | 23,880 |

### 世帯数の変遷
国勢調査による世帯数の推移。
| 年                 | 世帯数 |
| ------------------ | ------ |
| 1995年（平成7年）  | 8,603  |
| 2000年（平成12年） | 10,050 |
| 2005年（平成17年） | 10,165 |
| 2010年（平成22年） | 10,838 |
| 2015年（平成27年） | 11,226 |
| 2020年（令和2年）  | 12,183 |

## 学区
市立小・中学校に通う場合、学区は以下の通りとなる（2022年12月時点）。
| 丁目           | 番・番地等 | 小学校                 | 中学校             |
| -------------- | ---------- | ---------------------- | ------------------ |
| 相模が丘一丁目 | 全域       | 座間市立相模が丘小学校 | 座間市立相模中学校 |
| 相模が丘二丁目 | 全域       | 座間市立相模が丘小学校 | 座間市立相模中学校 |
| 相模が丘三丁目 | 全域       | 座間市立相模が丘小学校 | 座間市立相模中学校 |
| 相模が丘四丁目 | 全域       | 座間市立相模野小学校   | 座間市立相模中学校 |
| 相模が丘五丁目 | 全域       | 座間市立相模が丘小学校 | 座間市立相模中学校 |
| 相模が丘六丁目 | 全域       | 座間市立相模野小学校   | 座間市立相模中学校 |

## 事業所
2021年（令和3年）現在の経済センサス調査による事業所数と従業員数は以下の通りである。
| 丁目           | 事業所数  | 従業員数 |
| -------------- | --------- | -------- |
| 相模が丘一丁目 | 130事業所 | 1,711人  |
| 相模が丘二丁目 | 73事業所  | 420人    |
| 相模が丘三丁目 | 55事業所  | 291人    |
| 相模が丘四丁目 | 72事業所  | 642人    |
| 相模が丘五丁目 | 151事業所 | 784人    |
| 相模が丘六丁目 | 58事業所  | 1,374人  |
| 計             | 539事業所 | 5,222人  |

### 事業者数の変遷
経済センサスによる事業所数の推移。
| 年                 | 事業者数 |
| ------------------ | -------- |
| 2016年（平成28年） | 573      |
| 2021年（令和3年）  | 539      |

### 従業員数の変遷
経済センサスによる従業員数の推移。
| 年                 | 従業員数 |
| ------------------ | -------- |
| 2016年（平成28年） | 5,426    |
| 2021年（令和3年）  | 5,222    |

## 交通

### 鉄道
町内に鉄道駅はない。

### バス
- 神奈川中央交通の路線
  - （小02）小田急相模原駅 - 小松原入口 - ひばりが丘一丁目 - 南林間駅
  - （小03）小田急相模原駅 - 小松原入口 - イオンモール座間 - 小松原入口 - ひばりが丘一丁目 - 南林間駅
  - （小05）小田急相模原駅 -（直行）- イオンモール座間

- 座間市コミュニティバス（ザマフレンド号）の路線
  - Bコース（小松原・病院経由コース）
  - Cコース（相模が丘コース）

### 道路
- 神奈川県道50号座間大和線
- 東京都道・神奈川県道51号町田厚木線
- 神奈川県道507号相武台相模原線

## 施設
- 座間市立相模が丘小学校
- 座間市立相模中学校
- 座間市民球場
- 相模台病院
- 座間郵便局
- コジマ×ビックカメラ 座間店
- 相模が丘コミュニティセンター
- 座間市役所 北地区文化センター
- 座間市消防本部 座間市消防署北分署
- 座間市立北地区児童ホーム

## 総本山別院寺院
- 総本山善通寺関東別院 - 真言宗善通寺派

## その他

### 日本郵便
- 郵便番号 : 252-0001[3]（集配局 : 座間郵便局[80]）。